# Spodoptera cosmioides
Spodoptera cosmioides är en fjärilsart som beskrevs av Walker 1858. Spodoptera cosmioides ingår i släktet Spodoptera och familjen nattflyn. Inga underarter finns listade i Catalogue of Life.